# Coronel Freitas
Coronel Freitas är en kommun i Brasilien.   Den ligger i delstaten Santa Catarina, i den södra delen av landet, 1 300 km söder om huvudstaden Brasília. Antalet invånare är 10 213.
I omgivningarna runt Coronel Freitas växer huvudsakligen savannskog. Runt Coronel Freitas är det ganska glesbefolkat, med 40 invånare per kvadratkilometer.